# Дрънчи дупка
Дрънчи дупка е пещера в землището на село Мелница, община Елхово.

## Обща информация
Пещерата е с обща денивелация от 32 m. Легенда гласи, че в дупката паднало прасе. След известно време го намерили близо до извор, който се намира на около 500 m от входа на пещерата, надолу по реката. Този извор е наречен и днес домузбунар (домуз – прасе, бунар – кладенец).

## Прилепи
Пещерата е важно местообитание на защитени видове прилепи в България. Срещат се следните видове:
- дългопръст нощник (Myotis capaccinii)
- пещерен дългокрил (Miniopterus schreibersi)
- остроух нощник (Myotis blythii)
- голям нощник (Myotis myotis)
- южен подковонос (Rhinolophus euryale)
- подковонос на Мехели (Rhinolophus mehelyi)
- голям подковонос (Rhinolophus ferrumequinum)
- малък подковонос (Rhinolophus hipposideros)